# Mariposa
Mariposa és una concentració de població designada pel cens dels Estats Units a l'estat de Califòrnia. Segons el cens del 2000 tenia 1.373 habitants.

## Demografia
Segons el cens del 2000, Mariposa tenia 1.373 habitants, 676 habitatges, i 327 famílies. La densitat de població era de 164,6 habitants/km².
Dels 676 habitatges en un 21,6% hi vivien nens de menys de 18 anys, en un 31,4% hi vivien parelles casades, en un 13,6% dones solteres, i en un 51,5% no eren unitats familiars. En el 47,6% dels habitatges hi vivien persones soles el 27,1% de les quals corresponia a persones de 65 anys o més que vivien soles. El nombre mitjà de persones vivint en cada habitatge era d'1,94 i el nombre mitjà de persones que vivien en cada família era de 2,77.
Per edats la població es repartia de la següent manera: un 20,6% tenia menys de 18 anys, un 8,2% entre 18 i 24, un 23,2% entre 25 i 44, un 21% de 45 a 60 i un 27% 65 anys o més.
L'edat mitjana era de 43 anys. Per cada 100 dones de 18 o més anys hi havia 78,7 homes.
La renda mitjana per habitatge era de 18.144 $ i la renda mitjana per família de 27.344 $. Els homes tenien una renda mitjana de 26.771 $ mentre que les dones 26.635 $. La renda per capita de la població era de 22.436 $. Entorn del 28% de les famílies i el 24% de la població estaven per davall del llindar de pobresa.

## Poblacions més properes
El següent diagrama mostra les poblacions més properes.